# Reinhold Mejborg
Reinhold Frederik Severin Mejborg (også Meiborg) (født 28. marts 1845 i Kerteminde, død 18. juni 1898 i Hellerup) var en dansk kulturhistorisk forfatter og bygningsarkæolog, der særligt forskede i almuens hustyper og byggeskik.

## Uddannelse
Mejborg var søn af malermester, brandindspektør Cristopher Rudolph Mejborg (1816-1888) og Emilie Frederikke Juliane Sophie Vander (1822-1878). Sygelighed i hans opvækst gjorde, at en plan om at sende ham til oplæring hos en udenlandsk arkitekt – farfaderen var som emigrant kommet til Danmark i slutningen af 1700-tallet – ikke blev virkeliggjort
Han tog i stedet eksamen som skolelærer ved Jelling Seminarium 1864 og underviste flere steder i tegning og naturlære, bl.a. i Hjørring 1867-72. Botanik var ham altid kær. Men Mejborg var stadig optaget af arkitekturen, og han tog chancen og opgav sin faste stilling i provinsen for at søge lykken i København.

## Tidlige værker
Ved et tilfælde kom Mejborg i forbindelse med videnskabsmændene på Zoologisk Museum, tegnede for dem og deltog i geologiske undersøgelser i Vendsyssel af professorerne Johannes Frederik Johnstrup og Japetus Steenstrup; senere tegnede han for arkæologen, kammerherre Frederik Sehested på Broholm. Om vinteren gik han på Kunstakademiet. Efterhånden kom Mejborg ind på studiet af kulturhistorie, særlig af bygningsforholdene.
Hans første selvstændige arbejder er rekonstruktionstegninger af Københavns Slot og Københavns Universitets tidligere bygninger (1879), hvor Mejborg søgte at kombinere gamle billeder og skriftlige vidnesbyrd. 1881 udgav han Borgerlige Bygninger, især Københavns Professorresidenser, med en kraftig kritik af Troels Frederik Troels-Lunds skildring af renæssancetidens boliger, og 1882 Billeder af Livet ved Christian V.s Hof, der begge i vid udstrækning bygger på studier af gamle regnskaber. Hans værker og artikler i Tidsskrift for Kunstindustri vakte opsigt og tiltrak finansiering fra staten og fra fonde, herunder Carlsbergfondet.

## Hovedværker
Med et økonomisk fundament sikret kunne han rejse rundt og studere. Om sommeren berejste han Danmark og forsømte ikke de tabte lande, Slesvig og provinserne østensunds, tegnede og søgte flittigt i arkiver. Under påvirkning
af Artur Hazelius, skaberen af Nordiska Museet i Stockholm, koncentrerede Mejborg efterhånden sine interesser om bondekulturen og almuens hustyper.
Frugterne viste sig i en række afhandlinger og bøger på dansk og svensk. Gamle danske Hjem (1888), Nordiske Bøndergaarde I (i Slesvig) (1892) blev mest populære. Af Danske Bøndergaarde (1897) udkom kun to hæfter. Dette arbejde, som skulle være Mejborgs hovedværk, blev standset af hans sygdom og død. I 1893 var han blevet udnævnt til titulær professor.

## Vurdering
Mejborgs bøger bærer i høj grad hans personligheds præg. Som tegner kom han aldrig ud over en knap, skematisk form, og de tiltalende billeder i bøgerne er oftest andres værk. Mejborgs arkivstudier var vedholdende, og han ophobede enorme masser af notitser. Hvad det i nogen Grad skorter på, er overblik, den forbindende tråd; meget nåede ikke til at blive sammenstillet, men meddeltes stykkevis, og Mejborg så ikke sikkert på udviklingens gang og på det fælles i de oprindelige husformer, ligesom hans skildringer af den almindelige kulturbaggrund svulmede alt for stærkt op i forhold til bøgernes egentlige emne. Bogen Slesvig udkom også på tysk. Der var sat meget arbejde og en stor billedmasse ind på dette værk, men Mejborg måtte opleve at se dets videnskabelige resultater blive underkastede en på mange måder berettiget opløsende kritik af Peter Lauridsen i Historisk Tidsskrift VI, 6. Men Mejborgs styrke lå på andre felter. Hans samlerflid var overordentlig, og hans syn på naturen var et fint kunstnerøjes. Under sine lange, enlige vandringer svælgede han i himmelens og jordens skønhed, og her viste han en skarp opfattelse af egnes særpræg. Han kendte blomsterne ved vejkanten og mærkede sig træerne om de gamle gårde. Mejborgs kunstneriske sans har sat sit mærke på hans pragtfuldt udstyrede bøger, der hører til det bedste i dansk bogtryk. 
Han er begravet i Kerteminde. Kun to år før sin død havde han 27. november 1896 i Hjørring giftet sig med Anna Petersen (3. januar 1854 i Hjørring – 28. marts 1929 i Charlottenlund), datter af boghandler Marinus Petersen og Hanne f. Haugaard.
Mejborg er portrætteret af Knud Larsen, og olieskitsen til dette findes på Frederiksborgmuseet.

## Væsentligste udgivelser
- Borgerlige huse særlig Kjøbenhavns Professor-residentzer 1540-1630, København: Nielsen & Lydiche 1881. Tilgængelig online Arkiveret 8. juni 2010 hos  Wayback Machine
- Billeder af Livet ved Christian V.s Hof, 1882.
- Gamle danske Hjem, 1888.
- Jonas Stolts Optegnelser, 1890.
- Bygningsskikke i Slesvig, 1891.
- Nordiske Bøndergaarde I, 1892 (i Slesvig).
- Danske Bøndergaarde, 1897.